# Октябрь (Павлодарская область)
Октябрь (каз. Октябрь) — село в Баянаульском районе Павлодарской области Казахстана. Входит в состав Аксанского сельского округа. Расположено к юго-востоку от села Аксан. Код КАТО — 553633800.

## Население
В 1999 году население села составляло 408 человек (195 мужчин и 213 женщин). По данным переписи 2009 года, в селе проживало 318 человек (146 мужчин и 172 женщины).